# Ри (кана)
り в хирагане и リ в катакане — символы японской каны, используемые для записи ровно одной моры. В системе Поливанова записывается кириллицей: «ри», в международном фонетическом алфавите звучание записывается: /ɺi/. В современном японском языке находится на сороковом месте в слоговой азбуке.
В передаче русских имён и названий на японский этот символ катаканы служит как для передачи слога «ри», так и для слога «ли»: например, фамилия Поливанов передаётся как ポリヴァーノフ.

## Происхождение
り и リ появились в результате упрощённого написания кандзи 利.

## Написание
|  |  |

## Коды символов вкодировках
- Юникод:
  - り: U+308A,
  - リ: U+30EA.